# Distrito municipal de Šnipiškės
Distrito municipal de Šnipiškės es un distrito municipal perteneciente a la ciudad de Vilna y organizado administrativamente en tres barrios (Šnipiškės, Piromontas, Skansenas). El distrito se limita con los distritos municipales de Žvėrynas, Šeškinė, Verkiai, Žirmūnai, Senamiestis y Naujamiestis. 

## Barrios
El distrito está formado por los siguientes 3 barriosː
- Šnipiškės
- Piromontas
- Skansenas

## Galería

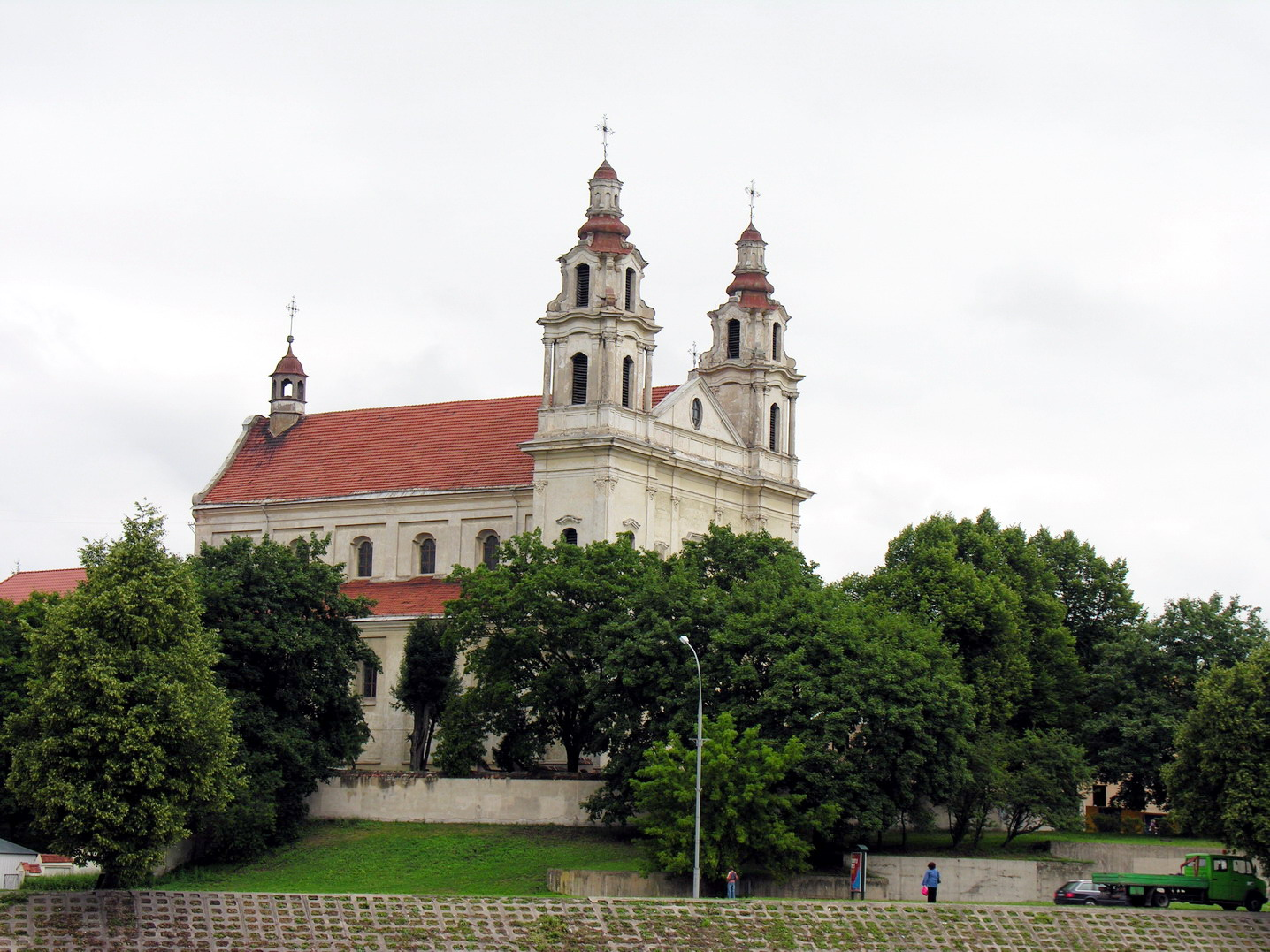
Iglesia de San Rafael